# Roberto Bruni (politico)
Roberto Bruni (Bergamo, 1º aprile 1949 – Bergamo, 10 settembre 2019) è stato un politico italiano, sindaco di Bergamo dal 2004 al 2009.
Bruni ha frequentato il Liceo Ginnasio Statale Paolo Sarpi di Bergamo, e si è poi laureato in giurisprudenza all'Università degli Studi di Milano nel 1973. Esercitava l'attività di avvocato penalista e nel 1998 è stato eletto presidente della Camera Penale della Lombardia orientale, carica che ha ricoperto per due bienni consecutivi.
Nel 2004 è stato membro della Giunta nazionale della Unione delle Camere Penali Italiane di cui è stato componente dell'ufficio di presidenza, con l'incarico di tesoriere.

## Biografia

### L'impegno politico
Iscritto al Partito Socialista Italiano dal 1970, è stato consigliere comunale ad Alzano Lombardo dal 1975 al 1980 e in seguito a Bergamo dal 1981 al 1995.
Dal 1990 al 1995 è stato assessore al personale, all'anagrafe ed ai rapporti con i cittadini.
Iscrittosi allo SDI, è candidato alle elezioni europee del 1999: ottiene 1.528 preferenze nella circoscrizione nord-occidentale e non risulta eletto. Alle elezioni politiche del 2001 si è candidato con la coalizione dell'Ulivo nel collegio uninominale di Bergamo città, conseguendo il 40,5% dei voti, ma senza risultare eletto.

### Sindaco di Bergamo (2004-2009)
Alle elezioni amministrative del 2004 è stato eletto sindaco di Bergamo al ballottaggio del 27 e 28 giugno con il 53,9% dei voti. Nell'occasione è stato sostenuto da una maggioranza di centro-sinistra, di cui facevano parte Ds, La Margherita, SDI, Verdi, PdCI, PRC, Repubblicani Europei, Italia dei Valori e Udeur.
È stato il secondo sindaco della città con una storia politica a sinistra dopo l'esperienza amministrativa di Guido Vicentini; tra le scelte della amministrazione Bruni si segnalano:
- la realizzazione del sottopassaggio pedonale che oltrepassa i binari della ferrovia in prossimità della stazione, in grado di collegare il centro della città alla zona sud (ed in particolare al polo scolastico di Viale Europa), un'opera attesa da decenni e fortemente richiesta da studenti e lavoratori[4]
- la realizzazione di una pista ciclopedonale di circa 4 km lungo il torrente Morla[5]
- la contestata[6] vendita della ex municipalizzata BAS, attiva nella gestione del ciclo idrico integrato e raccolta dei rifiuti, ad ASM Brescia in cambio di una partecipazione azionaria nella stessa ASM, poi confluita in A2A[7] Attualmente la partecipazione del Comune di Bergamo si attesta attorno all'1%
- l'avvio di contestati[8][9] Piani Integrati d'Intervento (ovvero piani di urbanizzazione e lottizzazione), come quello dell'Ex Enel di via Nullo o quello in via Autostrada, all'ingresso in Bergamo dal casello autostradale della A4, sulla regolarità del quale la Magistratura sta indagando[10]
- la cancellazione della costruzione della Tangenziale Est di Bergamo già cantierata e finanziata dalla precedente amministrazione. La cancellazione portò con sé un contenzioso con la ditta appaltatrice che si risolse con il pagamento di circa un milione di Euro da parte del Comune di Bergamo[11]
- l'avvio dei lavori alla Fara, in Città Alta, per la costruzione di un parcheggio sotterraneo, opera fortemente voluta dalla precedente amministrazione di centrodestra ma dall'iter particolarmente travagliato, in parte perché il colle soprastante franò rovinosamente[12][13] nell'anno 2009 proprio in conseguenza dei lavori; il parcheggio sotterraneo è stato inaugurato nel 2024

#### Incarichi come sindaco
Dal 2004 ha presieduto la Commissione Innovazione del Direttivo dell'Associazione Nazionale Comuni Italiani (ANCI), oltre ad essere membro delle Commissioni Riforme Istituzionali, Sicurezza e Cultura. Dall'aprile 2005 è stato presidente dell'Associazione Nazionale Centri Storico-Artistici (ANCSA).

### La ricandidatura nel 2009 e l'impegno politico successivo
Nel 2009 si ricandida ottenendo il 42,32% al primo turno, contro il 51,41% del principale avversario, Franco Tentorio, che corre per una coalizione di centro-destra comprendente Pdl, Lega Nord e Partito Pensionati, oltre ad una lista civica di sostegno.
Nonostante la sconfitta elettorale è rimasto a Palazzo Frizzoni tra i banchi dell'opposizione.
Sfumata la possibilità di candidarsi con il Partito Democratico alle elezioni politiche del 2013, ha sostenuto la candidatura di Umberto Ambrosoli a presidente della regione Lombardia, senza però risparmiare critiche alle primarie del Partito Democratico, diventate, a suo dire, "troppo correntizie" per consentire ad esponenti della società civile di emergere.
Alle elezioni regionali lombarde del 2013 viene eletto consigliere regionale per la lista Ambrosoli.

### Morte
Bruni è morto il 10 settembre 2019 all'età di 70 anni dopo una lunga malattia.